# Jacobyanella duvivieri
Jacobyanella duvivieri es una especie de insecto coleóptero de la familia Chrysomelidae. Fue descrita científicamente en 1903 por Jacoby.